# Rtina
Rtina es una localidad de Croacia en el ejido del municipio de Ražanac, condado de Zadar.

## Geografía
Se encuentra a una altitud de 36 m s. n. m. a 284 km de la capital nacional, Zagreb.

## Demografía
En el censo 2011 el total de población de la localidad fue de 452 habitantes.
| Gráfica de población de Rtina 1857-2011                             |
|                                                                     |
| Según los censos de población de la oficina estadística de Croacia. |